# Boeing 307 Stratoliner
Il Boeing 307 Stratoliner è stato un aereo di linea quadrimotore con propulsione ad elica statunitense prodotto dalla Boeing, il primo aereo civile con fusoliera pressurizzata.

## Storia del progetto
Concepito come sviluppo civile del bombardiere Boeing B-17 Flying Fortress, usava coda, ali e motori del bombardiere, uniti ad una rivoluzionaria fusoliera pressurizzata, ideata affinché i passeggeri potessero volare al di sopra delle perturbazioni. Il turbocompressore e un nuovo carburante ad alto numero di ottani consentivano ai motori di non risentire dell'altitudine. Ordinato dalla Pan Am e dalla TWA, fu consegnato dal 1940.
Sono stati costruiti un totale di 10 Stratoliner. Il primo volo fu effettuato il 31 dicembre 1938. Dal 1940 volò sulle rotte tra Los Angeles, New York e l'America Latina.
Il miliardario Howard Hughes adattò un modello per sé, trasformandolo in una sorta di Grand Hotel volante. Quest'aereo fu poi venduto al petroliere Glenn McCarthy nel 1949.
Haiti e gli Stati Uniti hanno usato il Boeing 307 anche in operazioni militari.

## Esemplari attualmente esistenti
Gli unici due esemplari sopravvissuti (marchiati NC19903 e NC19904), ex Pan Am, sono esposti al Museo Steven F. Udvar-Hazy Center della Smithsonian Institution.
L'NC19903 è ancora oggi usato per voli dimostrativi, per il piacere degli appassionati. Nel marzo del 2002, dopo un atterraggio troppo lungo, questo aereo finì in acqua ad Elliot Bay.

### Civili
Francia
- Aigle Azur

acquistò nel 1951 un esemplare ex-TWA dotato di nuovi motori e nuove ali, rimpiazzato con un B-17G.
 Laos
- Royal Air Laos

operò con l'esemplare ex-Aigle Azur.
 Stati Uniti
- Pan Am
- Trans World Airlines

 Paesi Bassi
- KLM

 Svizzera
- Swissair

### Militari
Haiti
- Haitan Air Force

 Stati Uniti
- United States Army Air Forces

### Riviste
- Ford, Daniel. "First and Last 'Strat': Boeing's Model 307 and its Survivors". Air Enthusiast, No. 110, March/April 2004, pp. 54–60. Stamford, UK: Key Publishing. ISSN 0143-5450.
- Hardy, Mike. "The Stratoliner Story (Part 1)." Air International, Vol. 46, No 1, January 2004, pp. 21–24. Stamford, UK: Key Publishing. ISSN 0306-5634.
- Hardy, Mike. "The Stratoliner Story (Part 2)." Air International, Vol. 46, No 2, February 2004, pp. 69–72.  Stamford, UK: Key Publishing. ISSN 0306-5634.
- Taylor, H.A. "Ten Big Boeings ... The Stratoliner Story". Air Enthusiast, Ten, July–September 1979, pp. 58–67. Bromley, UK: Fine Scroll.